# 中國新疆航空9501號班機事故
中國新疆航空9501號班機是一班由乌鲁木齐经广州前往上海的航班。1988年7月11日因遭遇雷雨，导航系统失灵，迫降在九江十里堡机场（1972年即已废弃）跑道外的稻田中，162名乘客和11名机组人员无一死亡。

## 經過
1988年7月11日，新疆航空公司TU-154M型2603号飞行机组在执行“乌鲁木齐-广州-上海”航班任务，在机进入湖北、安徽、江西三省交界区域时，于10000米高空碰上了恶劣天气，飞机颠簸十分厉害。为摆脱恶劣天气对飞机的影响，机组作机动飞行上升到12000米高空，离开正常航路进行绕飞，此后试图回归航线时发现机载导航设备失灵，并与地面管制联系不畅，导致班机迷航。机组降低高度盘旋了一小时后，地面终于得知飞机的较确切方位，引导给出航向、距离等指挥飞机飞向南昌机场，但飞机最终因燃料消耗殆尽，迫降于已废弃的十里堡机场。
飞机迫降时在跑道北端270米处正常接地，向南冲出跑道127米，冲过一条深0.35米/宽0.4米的明沟后，又冲过一个直径0.7米/深0.5米的土坑，冲开三道田埂，其中一条高1.1米，停住，前轮呈37度向左停在第三块稻田中，主轮冲开两道田埂，骑在第三条田埂上，陷入泥中约0.7米，致使飞机趴在田里，机翼离田埂只有0.5米高，绝大多数旅客是从机翼撤离。

## 后续
该机修复后于同年9月8日自原地飞往空军马回岭机场，9月10日13时05分，2603号从空军马回岭机场腾空而起直飞乌鲁木齐，18时33分安全降落在它离开整整两个月的地窝堡国际机场，重新投入运营。1992年8月7日执飞乌鲁木齐-和田航线时因遭遇沙尘暴复飞，第二次降落时冲出跑道，迫降在戈壁滩上，但无人死亡。
2001年，该机售予阿塞拜疆伊梅尔航空，并在阿塞拜疆服役至2009年。